# Lois Lane (Smallville)
Lois Joanne Lane è un personaggio della serie televisiva Smallville, interpretato da Erica Durance. È la versione adattata della Lois Lane dei fumetti, da cui differisce, soprattutto inizialmente, per alcuni particolari. Bella, sensuale, tenace, sveglia e con uno spiccato senso dell'umorismo, diventerà il vero amore di Clark Kent, anche se all'inizio i due non si sopportavano. Appare a partire dalla quarta stagione, introdotta come cugina di Chloe Sullivan.

## Biografia del personaggio
È figlia dell'autoritario generale Sam Lane, con cui è spesso in conflitto a causa del suo carattere ribelle e indomito.
Sua madre è morta quando era una bambina. Lois ha una sorella minore, la bella violinista Lucy, con cui si è sempre contesa l'affetto del padre, troppo spesso assente per occuparsi di loro: specialmente Lucy è sempre stata gelosa della sorella poiché convinta che quest'ultima fosse quella che più ha ricevuto l'amore del rigido generale. Giunge a Smallville nel primo episodio della quarta stagione (Il simbolo della crociata) per indagare sull'apparente morte della cugina Chloe, avvenuta nell'ultimo episodio della terza stagione (Il patto), e si imbatte immediatamente in un Clark Kent nudo e senza ricordi, sperduto in un campo di grano. Anche a causa di questo inizio imbarazzante, tra i due si instaura un rapporto di odio-amore, ricco di frecciatine, prese in giro, ma anche tanta complicità.
Un rapporto che continuerà anche dopo la conclusione delle indagini sulla presunta morte di Chloe (che Clark salverà nell'episodio Scomparsa) poiché Lois, bocciata all'ultimo semestre al Liceo di Metropolis, si ritrova costretta a frequentare lo Smallville High School e anche grazie ad un breve periodo in cui la ragazza viene ospitata in casa Kent.
Caparbia e determinata quanto la più giovane cugina Chloe (Lois è di un anno più vecchia) con cui ha un rapporto profondo, Lois è ribelle, sarcastica, ironica, spigliata, spiritosa, ottimista e combattiva: come disse allo stesso Clark il primo giorno che si sono conosciuti, è dipendente dalla nicotina e imbarazzata dai silenzi imbarazzanti.
Prende scherzosamente in giro Clark con il soprannome "Smallville" ed è allergica ai cani. La Lois all'inizio della serie è comunque lontana dalla Lois Lane dei fumetti: sembra che Clark non sia affatto il suo tipo e soprattutto odia il giornalismo, anche se nella sesta stagione inizierà a scrivere per L'Inquisitor, un giornale scandalistico di Metropolis.
Nonostante Clark sia ancora innamorato di Lana e Lois non sembri essere attratta da lui, tra i due c'è una grande intesa: Clark ritiene che lei sia la persona che lo capisce più di chiunque altro.
Nella sesta stagione frequenterà il miliardario Oliver Queen ma la loro relazione è ostacolata dal segreto della vera identità del ragazzo. Nel finale della sesta stagione, verrà ferita mortalmente da un criminale, ma verrà guarita dalle lacrime curative di Chloe che, dopo averla salvata, appare esanime (si riprenderà in seguito).
Nella settima stagione inizierà a lavorare per il Daily Planet ed entrerà per questa ragione in conflitto con la cugina Chloe, che verrà licenziata dal giornale dal proprietario, Lex Luthor.
Nell'ottava stagione, dopo aver scoperto la vera identità di Freccia Verde, inizierà a dimostrare un vero interesse nei confronti di Clark, che intanto è diventato suo collega, e una forte curiosità nei confronti del nuovo e misterioso supereroe di Metropolis, detto la "Macchia rosso-blu", con il quale riesce a mettersi in contatto telefonico più di una volta nel finale di stagione. Al termine della stagione mentre stava lottando con Tess Mercer indossa involontariamente l'Anello della Legione di Clark che la porta nel futuro.
Nella nona stagione torna dal futuro senza ricordi, ma ha dei flash su avvenimenti terribili. La Macchia la ricontatta molte volte anche solo per parlare, ma dopo lo scontro con Metallo, nel quale Lois è stata rapita nel tentativo di aiutare il supereroe, Clark decide di tornare alla sua vita umana e di smettere di contattare la collega, di cui si è innamorato. Oliver le confessa di essere ancora innamorato di lei, ma Lois gli dice di volergli bene solo come un buon amico e ammettendo che è innamorata di Clark, il quale la bacia, per la prima volta consapevolmente, al Daily Planet.
Dopo essere stata rapita da Tess Mercer, che vuole scoprire dove è stata nelle tre settimane in cui è scomparsa, Clark scopre cosa le è accaduto nel futuro e il professor Hamilton le cancella la memoria su di esso poiché quando ha i flash sta male. Dopo essersi ripresa, Clark le chiede dei chiarimenti sulla loro relazione e decidono di iniziare a frequentarsi. La relazione con Clark si evolve lentamente, ma in modo più adulto e sembra andare tutto bene, finché Zod si finge la Macchia e le chiede di aiutarlo e mentire a Clark. Nel frattempo Lois conosce Perry White, a cui confessa di essere una sua grande ammiratrice, e iniziano a collaborare insieme ad una storia. Questo mostra a Perry White l'audacia della giornalista, tale da offrirle un lavoro in Africa, che tuttavia Lois rifiuterà. Nonostante le tensioni, Lois tiene al suo rapporto con Clark e quando Zod si presenta come la Macchia e le dice di prendere il Libro di Rao in possesso di Clark, lei lo prega di essere onesta con lui, ma Clark non vuole rivelarle il suo segreto e poi abbandonarla (avendo intenzione di utilizzare il Libro di Rao che lo esilierebbe dalla Terra). Lois ferita si reca da Zod per portargli il Libro di Rao, ma avendo ancora dei dubbi sull'identità della Macchia si rifiuta e Zod la attacca. Lois viene salvata dalla vera Macchia e quando le chiede di perdonarla e di dirle qualcosa, Clark tace per non farle capire che è lui. Invece di parlare, la prende per mano e nell'oscurità la bacia. Nonostante non lo abbia visto in volto, dal bacio Lois capisce che la Macchia non è altro che Clark.
Tuttavia non glielo dice e aspetterà che sia Clark stesso a rivelarle la verità. Entusiasta della rivelazione, Lois rimarrà molto combattuta quando Clark le chiede di sposarlo, pensando così di diventare il suo punto debole e di distrarlo dal suo compito. Tuttavia, grazie ai consigli della cugina Chloe, deciderà infine di sposare Clark.